# Zaragoza, Guatemala
Zaragoza är en kommunhuvudort i Guatemala.   Den ligger i kommunen Municipio de Zaragoza och departementet Departamento de Chimaltenango, i den sydvästra delen av landet, 40 km väster om huvudstaden Guatemala City. Zaragoza ligger 2 053 meter över havet och antalet invånare är 9 361.
Terrängen runt Zaragoza är huvudsakligen kuperad, men den allra närmaste omgivningen är platt. Runt Zaragoza är det tätbefolkat, med 356 invånare per kvadratkilometer. Närmaste större samhälle är Chimaltenango, 7,6 km öster om Zaragoza. I omgivningarna runt Zaragoza växer huvudsakligen savannskog.